# Долина смерти (фильм, 1982)
«Долина смерти» (англ. Death Valley) — американский фильм слэшер 1982 года, снятый режиссёром Диком Ричардсом.

## Сюжет
Разведённый с женой Пол Стэнтон отправляет своего маленького сына Билли на отдых вместе с матерью и её новым мужчиной Майком в Аризону. Проезжая по Калифорнии, путники решают остановиться и показать мальчику местную достопримечательность — Долину Смерти. Осматривая местные красоты, Билли замечает у заброшенного золотого рудника пустой переездной фургон, с владельцами которого ранее разделался серийный убийца, орудовавший в этих местах. На полу фургона мальчик находит амулет в виде лягушки, потерянный преступником. Серийный убийца, узнав о свидетеле, начинает преследовать мальчика. Вскоре отдых для троих туристов превращается в настоящий кошмар…

## В ролях
| Актёр            | Роль        |
| ---------------- | ----------- |
| Пол Ле Мэт       | Майк        |
| Кэтрин Хикс      | Салли       |
| Стивен Макхэтти  | Хэл         |
| Уилфорд Бримли   | шериф Пэрри |
| Питер Биллингсли | Билли       |
| Эдвард Херрманн  | Пол Стэнтон |
| Джек О’Лири      | Эрл         |
| Мэри Стилсмит    | няня        |

## Съёмочная группа
- Режиссёр: Дик Ричардс
- Продюсер: Кастер Эллиотт
- Сценарист: Ричард Ротстайн
- Оператор: Стивен Барум
- Композитор: Дана Капрофф

## Критика
Brian W. Collins написал ревью на картину.